# Начикинское
Начи́кинское — озеро на полуострове Камчатка.

## Основные сведения
Располагается на высоте 348 метров над уровнем моря, площадь составляет около 7,28 км², площадь водосбора 202 км².
Озеро имеет ледниковое происхождение. Река Плотникова берёт начало на севере озера Начикинского.
Озеро является крупным нерестилищем лососёвых рыб — нерки (Oncorhynchus nerka), кижуча (Oncorhynchus kisutch), горбуши (Oncorhynchus gorbuscha) и обиталищем их неизбежного спутника — гольца (Salvelinus) и жилого озерного гольца (Salvelinus sp.).